# Astragalus adanus
Astragalus adanus är en ärtväxtart som beskrevs av Aven Nelson. Astragalus adanus ingår i släktet vedlar, och familjen ärtväxter. Inga underarter finns listade i Catalogue of Life.